# Dominsel (Breslau)

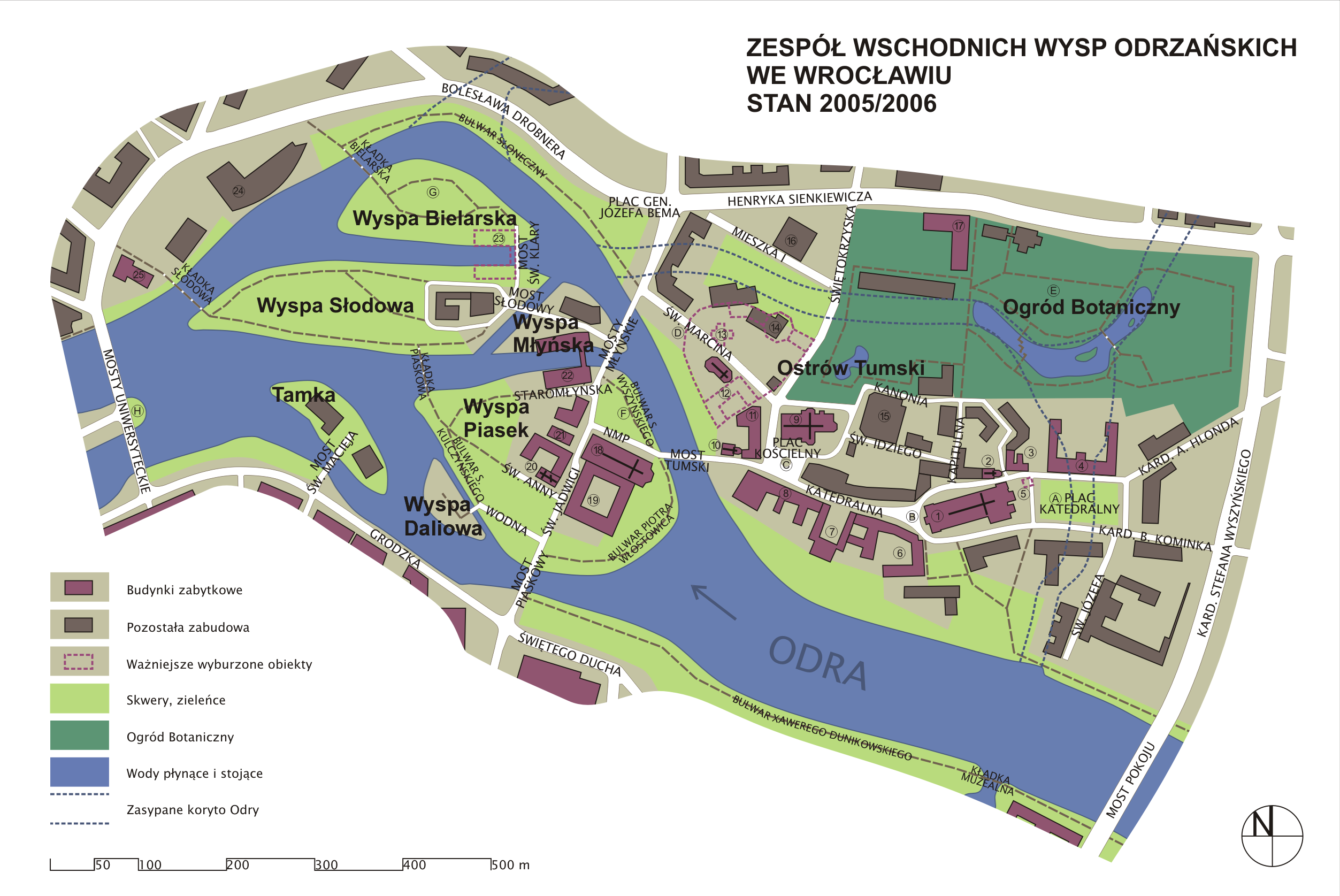
Oder bei der Dominsel

Die Breslauer Dominsel (polnisch: Ostrów Tumski) ist ein Stadtteil in der Mitte der polnischen Stadt Breslau. Er besteht aus der historischen Keimzelle der Stadt auf einer ehemaligen Oderinsel auf der Mündungshöhe des Flusses Ohle. Hier bestand ein slawischer Burgwall, später eine Burg und ab dem Jahr 1000 das Bistum Breslau. Auf der Dominsel befinden sich zahlreiche backsteingotische Kirchen sowie das Bischofspalais. Mittlerweile ist die Dominsel eine Insel, die mit zahlreichen Brücken mit dem Festland sowie weiteren Oderinseln verbunden ist.

## Bauten
Zu den bekanntesten Bauten auf der Dominsel zählen:
- Breslauer Dom
- St. Ägidius
- St. Maria auf dem Sande auf der heutigen Sandinsel
- Martinskirche
- St. Peter und Paul
- Kreuzkirche
- Erzbischöfliches Palais